# Zapping (Fernsehsendung)
Zapping war der Name einer Fernsehsendung, die von August 1993 bis September 2006 täglich (meist unverschlüsselt) auf dem Pay-TV-Sender Premiere gezeigt wurde.
Vom 4. Juni 2011 bis zum 31. Mai 2015 war Zapping wieder bei Sky zu sehen (auf Sky Cinema).

## Konzept
In dieser dreiminütigen Sendung wurden jeweils TV-Ausschnitte verschiedener Sender vom Vortag gezeigt, hauptsächlich TV-Pannen. Diese wurden nicht kommentiert, sondern nur zusammengeschnitten hintereinander gezeigt. Um den Zapping-Effekt zu erzielen, wurde zwischen die Clips das früher typische Zapping-Rauschen geschnitten.

## Popularität
Da die Sendung unverschlüsselt auf dem analogen Premiere-Kanal lief, konnte die Sendung von allen Kabel- und Satellitenhaushalten in Deutschland gesehen werden und schuf sich so ein Publikum weit über den Kreis der Premiere-Abonnenten hinaus. Auch bei vielen Fernsehmoderatoren war die Sendung populär. Passierte in einer Live-Sendung eine Panne, so kam es öfter vor, dass der Moderator daraufhin die Zapping-Zuschauer grüßte, in Erwartung, dort am nächsten Tag aufzutauchen.

## Einfluss
Die Bereitschaft auch der großen TV-Programme, kurze Schnipsel von Konkurrenzprogrammen in ihre Sendung einzubauen, ist durch die Sendung stark gestiegen. Auch starteten im Laufe der Zeit eine Reihe ähnlicher Formate: Premiere selbst startete ein Jahr nach Zapping die Sendung Kalkofes Mattscheibe (die zuvor schon im Radio gelaufen war), in der auch Clips gezeigt, diese aber von Oliver Kalkofe heftig kommentiert und persifliert wurden. In der ARD-Sendung privatfernsehen wurden Clips wöchentlich vom Kabarettisten Alfons kommentiert. ProSieben startete 1999 die Sendung TV total, in der diese Funktion von Stefan Raab ausgeübt wird.

## Sendeplatz
Der Hauptsendeplatz der Sendung war Montag–Sonntag auf Premiere analog um 19:55 Uhr. Ab dem 6. Juni 2011 lief Zapping regulär auf Sky Cinema (HD) täglich um 20:10 Uhr.
Einen Tag später konnte man die jeweiligen Folgen des Vortags umsonst auf der Website von Sky anschauen.

## Zuschauerinteraktion
Die Zapping-Redaktion bot den Zuschauern die Möglichkeit über das soziale Netzwerk Facebook, Vorschläge für Sendungen einzureichen. Sollte es ein eingereichter Vorschlag in das „Zapping der Woche“ schaffen, hatte der Einreicher die Möglichkeit, sich namentlich nennen zu lassen und erhielt zudem eine Zapping-Tasse und einen Sky-Teelöffel.

## Sonderausgaben
Neben den normalen Folgen an Werktagen lief samstags Zapping der Woche (die besten Clips der Woche). Dies war auch bei der Wiederaufnahme des Formats der Fall.
Zudem wurde ab dem 1. Mai 2003 jeden Sonntag Zapping Classics ausgestrahlt. Dabei wurden Fernseh-Highlights aus den Jahren zwischen 1993 und 2003 gezeigt. Zuvor liefen an Sonn- und Feiertagen das Zapping Special (die besten Clips zu einem bestimmten Thema). Ebenfalls gab es Themenwochen, an denen nur (ältere) Clips zu einem Thema gesendet wurden oder jährlich den halbstündigen Zapping-„Jahresrückblick“.
Ab dem 22. Mai 2003 wurde ein 100-Tage-Countdown begonnen. Dieser Zapping-Countdown endete am 30. August 2003, dem zehnten Geburtstag von Zapping mit einer großen Sondersendung.
Am 1. April 2000 wurde die 2000ste Folge von ausgestrahlt. Die entsprechende Sondersendung Zapping 2000 wurde von Oliver Kalkofe moderiert und zeigte einen humoristischen Blick hinter die Kulissen der Sendung.

## Das vorübergehende Ende
Zum 1. Oktober 2006 wurde die Produktion neuer Folgen von Zapping erstmals eingestellt. Die Zappingredaktion bestand nach wie vor und versorgte unter anderem die Sendung Kalkofes Mattscheibe mit aktuellem Filmmaterial. Zum 31. Mai 2015 wurde die Produktion erneut eingestellt. Begründet wurde die Einstellung durch die Redaktion mit dem sich veränderten Fernsehen, welches bei „weniger Live-Sendungen, mehr Scripted Reality und perfektionierte Produktionen immer weniger Platz für Patzer“ lässt.